# Jorge Arce
Jorge Armando Arce Armenta (ur. 27 lipca 1979 w Los Mochis) – meksykański bokser, były zawodowy mistrz świata wagi junior muszej (do 108 funtów), junior koguciej (do 115 funtów), koguciej (do 118 funtów) i junior piórkowej (do 122 funtów) organizacji WBO oraz WBC. Brat boksera Francisco Arce.

## Kariera amatorska
W trakcie kariery amatorskiej stoczył ok. 45 walk. Był kandydatem do ekipy olimpijskiej, ale przegrał rywalizację z Martínem Castillo, późniejszym zawodowym mistrzem świata WBA.

## Kariera zawodowa
Karierę zawodową rozpoczął w wieku 16 lat 19 stycznia 1996. Do października 1998 stoczył 18 walk, z których wygrał 15, 2 przegrał  (z przyszłymi mistrzami świata WBC Omarem Niño Romero i IBF Victorem Burgosem) i 1 zremisował. W tym okresie zdobył tytuły WBA Fedecentro i WBO NABO w wadze junior muszej.
Waga junior musza
5 grudnia 1998 w Tijuanie stanął do pojedynku o tytuł mistrza świata organizacji WBO w kategorii junior muszej z Argentyńczykiem Juanem Domingo Cordobą. Wygrał jednogłośnie na punkty i w wieku 19 lat został po raz pierwszy mistrzem świata. 17 kwietnia 1999 obronił tytuł pokonując przez TKO w 6 rundzie Włocha Salvatore Fanni jednak w kolejnej walce, 31 lipca, przegrał z Amerykaninem Michaelem Carbajalem przez TKO w 11r, chociaż wyraźnie prowadził na punkty i utracił pas mistrzowski.
Po siedmiu kolejnych wygranych walkach (w tym zdobycie tytułu WBC Youth World) otrzymał szansę walki o tytuł tymczasowego mistrza WBC (20 października 2001 w Tijuanie pokonał Filipińczyka Juanito Rubillara) a następnie mistrza pełnoprawnego. 6 lipca 2002 w Seulu pokonał Południowokoreańczyka Yo-Sam Choia przez TKO w 6r i został ponownie mistrzem świata. Tytułu w latach 2002-2004 bronił siedmiokrotnie. Kolejno pokonał Agustina Lunę (TKO 3r), Ernestro Castro (KO 1r), Lee Marvina Sandovala (TKO 2r), dwukrotnie Melchora Coba Castro (TKO 6r, KO 5r) i byłego mistrza WBA wagi słomkowej Filipińczyka Jomę Gamboa (KO 2r). Po zwycięskiej obronie z Juanem Francisco Centeną pozostawił tytuł wakujący i przeszedł do kategorii muszej.
Waga musza
19 marca 2005 wygrał walkę eliminacyjną do tytułu WBC z Husseinem Husseinem a następnie 30 lipca pokonał Angela Antonio Priolo i został mistrzem tymczasowym. Tytułu mistrza tymczasowego bronił czterokrotnie, po raz ostatni 8 kwietnia 2006 z Rosendo Alvarezem a następnie przeszedł do wagi junior koguciej.
Waga junior kogucia
W pierwszych startach w nowej kategorii wygrał dwie walki eliminacyjne do tytułu mistrza WBC z Masibulele Makepulą oraz Julio Davidem Roque Lerem. Próba zdobycia tytułu okazała się nieudana. 14 kwietnia 2007 przegrał na punkty z rodakiem Cristianem Mijaresem.
Po wygraniu tytułu WBC Latino w wadze koguciej powrócił do kategorii junior koguciej gdzie po zwycięstwie nad Rafaelem Concepcionem z Panamy został tymczasowym mistrzem WBA. 7 lutego 2009 stanął do pojedynku z Ormianinem Wachtangiem Darczinjanem. Stawką były tytuły WBA Super, WBC i IBF. Walka została przerwana w 11r z powodu kontuzji Arce a zwycięzcą ogłoszony został Darczinjan. Cztery miesiące później zdobył tytuł IBF International a następnie, 15 września, próbował zdobyć wakujący tytuł IBF. Ponownie przegrał, tym razem z Południowoafrykańczykiem Simphiwe Nongqayiem.
Do kolejnej próby zdobycia tytułu mistrzowskiego, tym razem o wakujący pas WBO stanął 30 stycznia 2010 w Meksyku. Pokonał Indonezyjczyka Angky Angkottę przez TKO w 7 r i po raz trzeci został mistrzem świata. Niedługo po walce pozostawił tytuł wakujący przechodząc do wyższej kategorii.
Waga junior piórkowa
Po trzech wygranych pojedynkach (m.in. z Castillo) i jednym remisie (z byłym mistrzem WBA w wadze muszej Wenezuelczykiem Lorenzo Parrą) stanął do pojedynku o pas mistrzowski WBO z niepokonanym Portorykańczykiem Wilfredo Vázquezem Jr. 7 maja 2011 w Las Vegas wygrał przez TKO w 12 r i został po raz czwarty mistrzem świata w trzeciej kategorii wagowej.
W pierwszej obronie tytułu, 24 września, pokonał Simphiwe Nongquayi'ego przez TKO w 4r, rewanżując się za porażkę sprzed dwóch lat. W listopadzie zrezygnował z tytułu zamierzając walczyć o wakujący pas WBO w wadze koguciej.
Waga kogucia
26 listopada 2011 w Mazatlan spotkał się powtórnie z Angky Angkottą o tytuł WBO w wadze koguciej i wygrywając jednogłośnie na punkty został po raz piąty mistrzem świata w czwartej kategorii wagowej. Zrezygnował z tytułu i powrócił do walk w wyższych kategoriach.
Po dwóch zwycięstwach i jednej walce uznanej za nieodbytą otrzymał kolejną szansę walki o tytuł mistrzowski. 15 grudnia 2012 zmierzył się ze znakomitym Filipińczykiem Nonito Donaire, mistrzem WBO w wadze junior piórkowej. Przegrał przez nokaut w trzeciej rundzie będąc liczony w rundach drugiej i trzeciej. Po walce ogłosił zakończenie kariery.